# Plecia akantha
Plecia akantha är en tvåvingeart som beskrevs av Fitzgerald 1998. Plecia akantha ingår i släktet Plecia och familjen hårmyggor. Inga underarter finns listade i Catalogue of Life.